# Buenos Aires (Kostaryka)
Buenos Aires – miasto w Kostaryce, w prowincji Puntarenas.